# Taba Durian Sebakul
Taba Durian Sebakul is een bestuurslaag in het regentschap Bengkulu Tengah van de provincie Bengkulu, Indonesië. Taba Durian Sebakul telt 392 inwoners (volkstelling 2010).